# Enteromius luikae
Enteromius luikae é uma espécie de peixe actinopterígeo da família Cyprinidae.
Pode ser encontrada nos seguintes países: Burundi e Tanzânia.
Os seus habitats naturais são: rios e lagos de água doce intermitentes.
Está ameaçada por perda de habitat.